# Monlau Competición

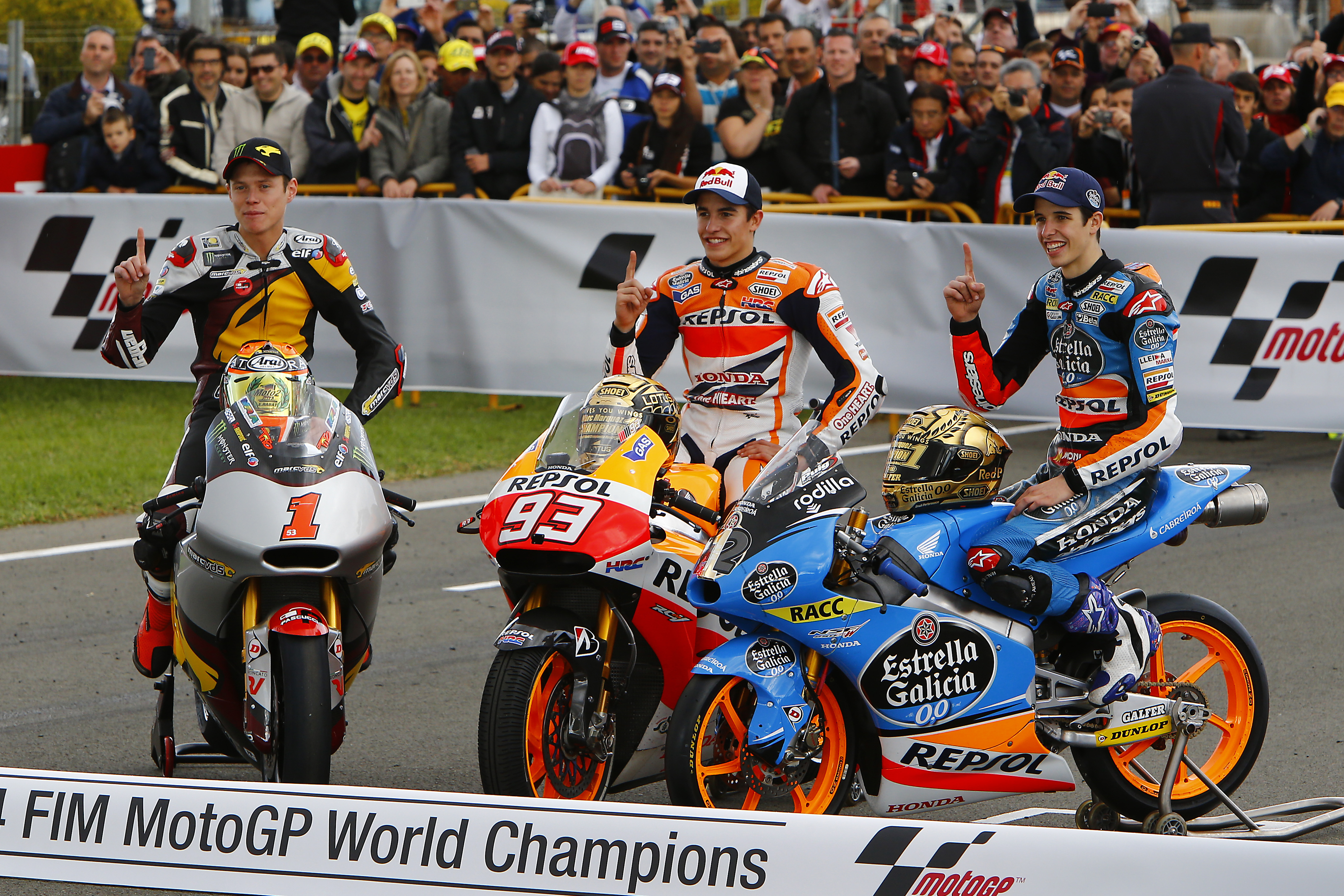
Die Weltmeister der Saison 2014: Esteve Rabat, Marc Márquez und Álex Márquez (v. l. n. r.)

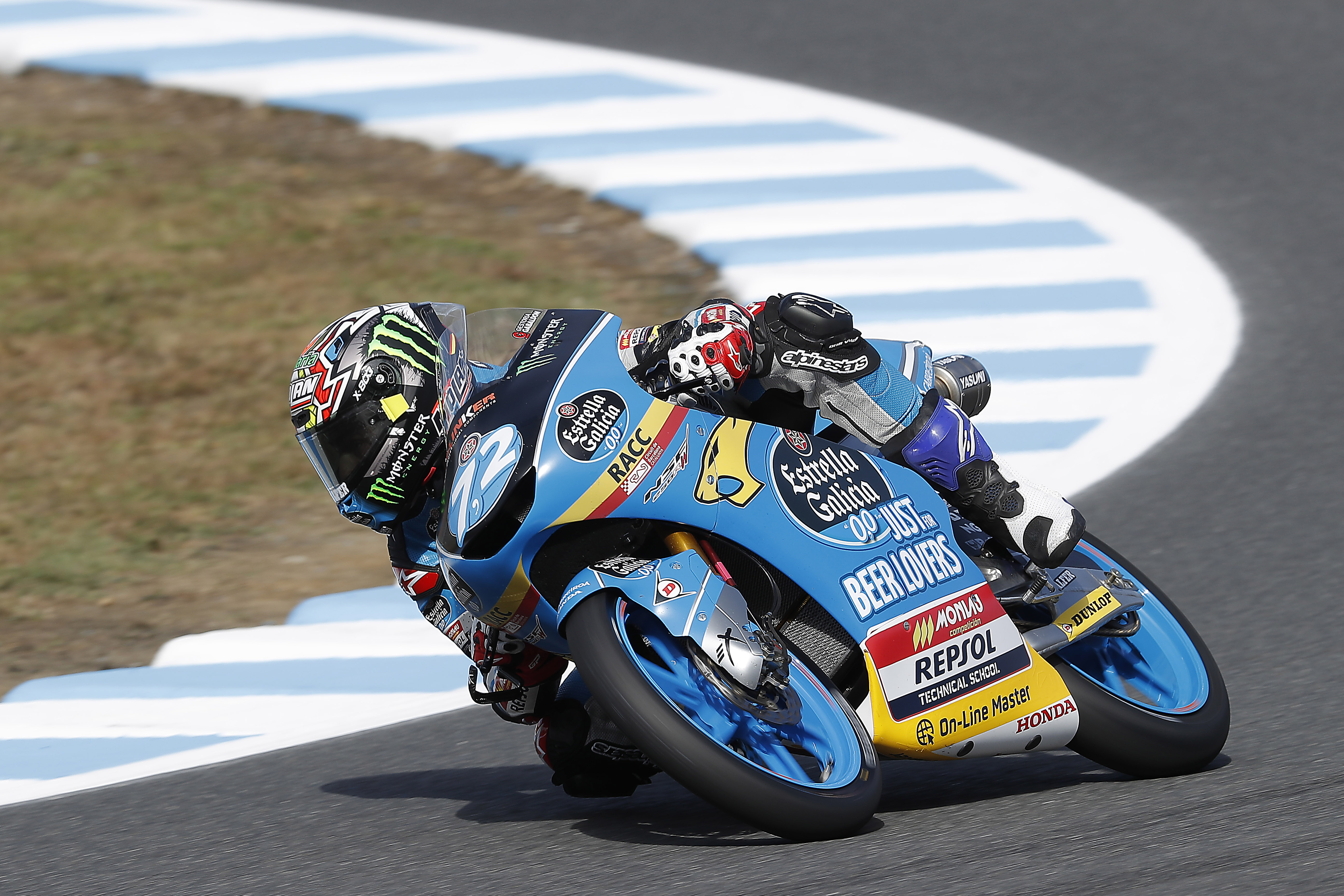
Alonso López auf Estrella-Galicia-0,0-Honda beim Großen Preis von Japan 2018

Estrella Galicia 0,0 ist ein Motorradsport-Team aus Spanien, welches von Emilio Alzamora gegründet wurde. Es trat zwischen 2012 und 2020 in der Moto3-Klasse der Motorrad-Weltmeisterschaft an sowie 2011 und 2012 als Team CatalunyaCaixa Repsol in der Moto2. Weiterhin tritt das Team in der Junior GP Moto3 sowie im European Talent Cup an.

## Statistik

### Weltmeister
- 2012 –  Marc Márquez, Moto2-Weltmeister auf Suter
- 2014 –  Álex Márquez, Moto3-Weltmeister auf Honda

### Team-WM-Ergebnisse (ab 2018)
- 2018 – Sechster
- 2019 – Zehnter
- 2020 – Elfter

### Grand-Prix-Siege
| Saison | Klasse | Rennen                                                                                   |
| ------ | ------ | ---------------------------------------------------------------------------------------- |
| 2011   | Moto2  | Frankreich Niederlande Italien Deutschland Indianapolis San Marino Aragonien             |
| 2012   | Moto2  | Katar Portugal Niederlande Deutschland Indianapolis Tschechien San Marino Japan Valencia |
| 2013   | Moto3  | USA-Texas Deutschland Indianapolis San Marino Aragonien Australien Japan                 |
| 2014   | Moto3  | Katalonien Niederlande Vereinigtes Konigreich San Marino Japan                           |
| 2016   | Moto3  | Katalonien Aragonien                                                                     |
| 2017   | Moto3  | Spanien Niederlande Vereinigtes Konigreich                                               |
| 2019   | Moto3  | Valencia                                                                                 |